# Martellidendron hornei
Martellidendron hornei ist eine Pflanzenart aus der Gattung der Martellidendron innerhalb der Familie der Schraubenbaumgewächse (Pandanaceae). Sie ist die einzige Martellidendron-Art, die auf den Seychellen vorkommt (Trivialnamen auf den Seychellen sind Vacoa Parasol oder Vakwa Parasol).

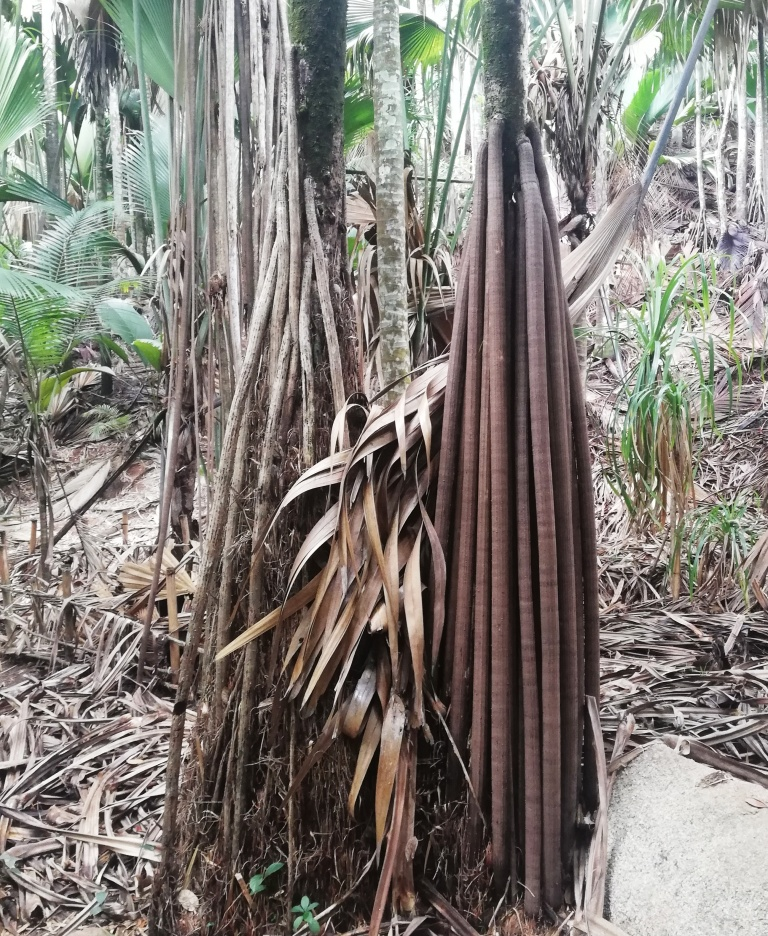
Stelzwurzeln von Martellidendron hornei

## Beschreibung

### Vegetative Merkmale
Martellidendron hornei wächst baumförmig und erreicht eine Wuchshöhe von 20 Meter. Die glatten Stämme haben Narben und an der Basis Stelzenwurzeln. Sie sind häufig dreifach verzweigt. Die Laubblätter sind dreizelig angeordnet. Die einfachen etwa 3,25 Meter langen, ledrigen Blattspreiten sind an der Oberseite grün und verjüngen sich allmählich zu dünnen Spitzen. Die Blattränder haben viele rote anliegende Dornen. Von der Mittelrippe ausgehend erstrecken sich die Dornen von der Randmitte bis zur Randspitze.

### Generative Merkmale
Martellidendron hornei ist zweihäusig getrenntgeschlechtig (diözisch). Die hängenden Blütenstände enthalten viele Blüten. Die eingeschlechtigen Blüten sind dreizählig. Die hängenden, kugelförmigen Sammelfrüchte weisen einen Durchmesser von bis zu 30 Zentimeter auf. Die blaugrünen Steinfrüchte sind fünf- oder sechskantig mit erweiterten bis gewölbten Spitzen. Das obere Drittel ist frei und grün, der untere Bereich ist orange. Jede Steinfrucht ist bis zu 14 Zentimeter lang und hat hervorstehende nierenförmige Griffel.

## Vorkommen
Martellidendron hornei kommt auf den zu den Seychellen gehörenden Inseln Mahé, Praslin, Silhouette sowie Curieuse vor. Der Lebensraum sind feuchte Böden in mittleren Höhenlagen. Häufig ist diese Art auf der Insel Praslin entlang der Hauptstraße unterhalb des Vallée de Mai in Richtung Grand Anse zu finden.

## Taxonomie
Die Erstbeschreibung dieser Art erfolgte 1877 unter dem Basionym Pandanus hornei durch Isaac Bayley Balfour. Martin W. Callmander, Philippe Chassot, P. Küpfer und P. P. Lowry, II stellten 2003 die neue Gattung Martellidendron auf, die etwa sieben Arten enthält. Dabei erfolgte die Neukombination zu Martellidendron hornei (Balf. f.) Callm. & Chassot. Das Artepitheton hornei ehrt den schottischen Botaniker John Horne (1835–1905).